# لوطی (فیلم)
لوطی فیلمی به کارگردانی و نویسندگی خسرو پرویزی محصول سال ۱۳۵۰ است.

## خلاصه داستان
پسر لوطی اسد، احمد عاشق دختر بدکاره الیاس می فروش به نام بلقیس شده که او عاشق دیگری به نام ابرام دارد. لوطی به توصیهٔ ابرام سعی می‌کند که بین بلقیس و احمد که آن را عشقی ممنوع می‌داند، فاصله بیندازد. اما خود با وسوسه‌های بلقیس به دام می‌افتد. بلقیس تحت تاثیر لوطی توبه می کند و ابرام را در یک درگیری به قتل می‌رساند. لوطی این قتل را به گردن می‌گیرد. اما طی حادثه ای در راه زندان نجات پیدا می‌کند. بعد از ۳ سال وقتی برمی گردد از اتاق بلقیس صدای خنده‌های شادمانهٔ او و مردی را می‌شنود و به خیال اینکه بلقیس به راه قدیمش بازگشته در تاریکی او و مرد را می‌کشد و بعد در می‌یابد که مرد مقتول پسرش بوده‌است. سپس با صدای گریه کودکی که در گهواره است در می‌یابد بلقیس و احمد هیچ گناهی نکرده اند و در حقیقت ازدواج کرده بودند.

## بازیگران
- ناصر ملک‌مطیعی
- مهناز (بازیگر)
- ژاله علو
- عنایت‌الله بخشی
- مرتضی عقیلی
- تقی مختار
- اسدالله توجه